# Deiler Mühle

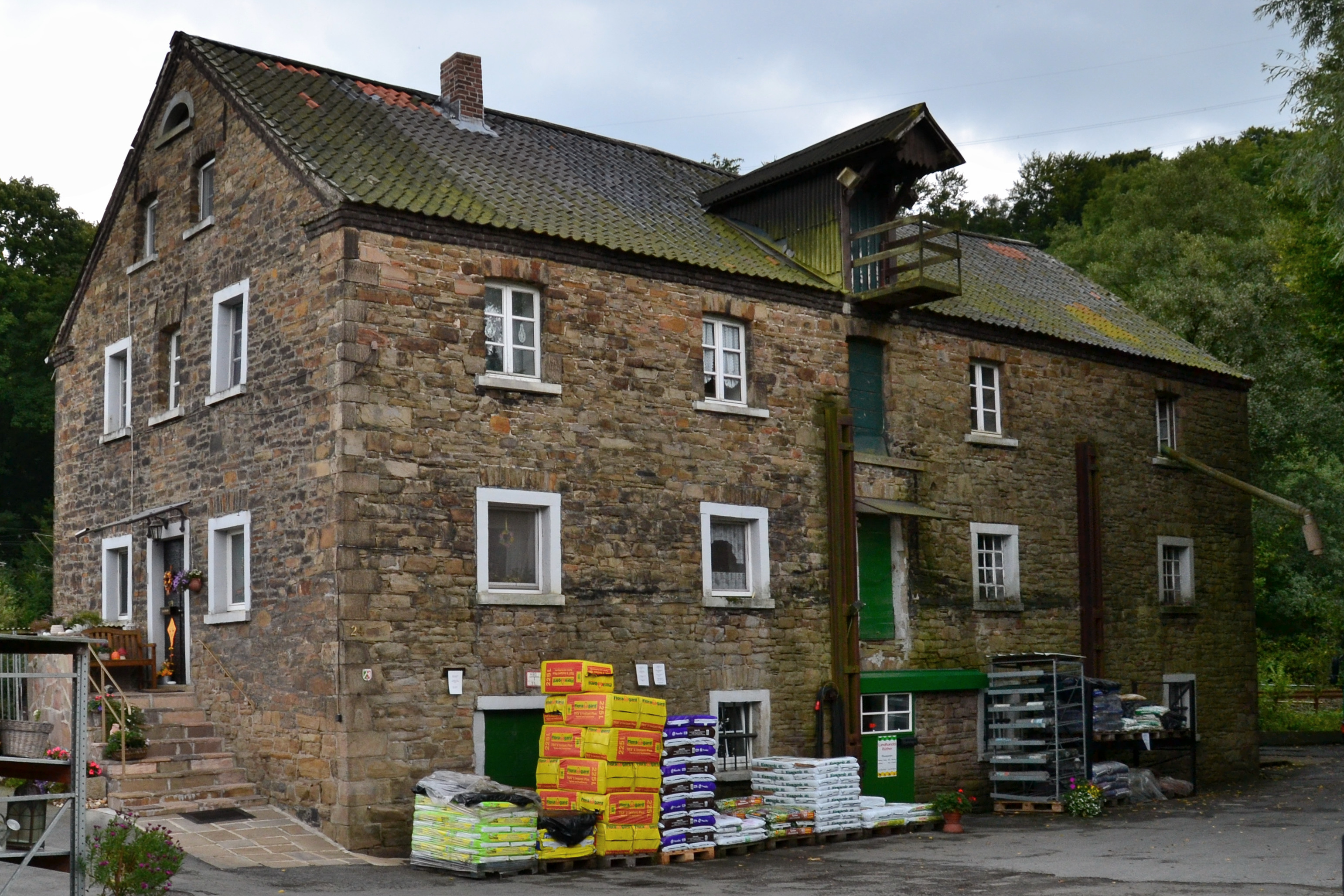
Deiler Mühle, 2012

Die Deiler Mühle ist eine ehemalige Wassermühle zum Getreidemahlen in Byfang, Essen. Heute wird die Mühle elektrisch betrieben. Die älteste urkundliche Erwähnung stammt von 1522. Das vorhandene Mühlengebäude wurde im 18. Jahrhundert errichtet. Die Mühle zählte zum Deilmannschen Bauernhof. Sie steht unter Denkmalschutz und ist ein Schaupunkt der Museumslandschaft Deilbachtal.